# Carlia prava
Carlia prava är en ödleart som beskrevs av  Jeanette Adelaide Covacevich 1978. Carlia prava ingår i släktet Carlia och familjen skinkar. Inga underarter finns listade.